# Großsteingrab Masbrock
Das Großsteingrab Masbrock (auch Großsteingrab Havekost) war eine megalithische Grabanlage der jungsteinzeitlichen Trichterbecherkultur bei Masbrock, einem Ortsteil von Römstedt im Landkreis Uelzen, Niedersachsen. Das Großsteingrab wurde 1846 von Georg Otto Carl von Estorff beschrieben und befand sich damals noch in gutem Zustand. In der zweiten Hälfte des 19. Jahrhunderts wurde es restlos zerstört. Das Grab trägt die Sprockhoff-Nummer 786.

## Lage

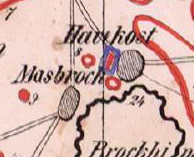
Lage des Grabes nach von Estorff

Das Grab befand sich nördlich des Weges von Masbrock zum Wohnplatz Havekost am ursprünglichen Ortsrand von Havekost. Die Anlage wurde von zwei bronzezeitlichen Grabhügeln eingerahmt. Knapp 3 km nordwestlich lagen die beiden ebenfalls im 19. Jahrhundert zerstörten Großsteingräber bei Römstedt.

## Beschreibung

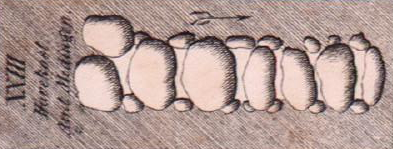
Grundriss des Grabes nach von Estorff

Nach von Estorff war die Anlage „eines der schönsten Hünengräber der Gegend“. Es besaß eine gut sichtbare Hügelschüttung mit einer nord-südlich orientierten Grabkammer, bei der es sich um einen Großdolmen handelte. Es besaß sechs Wandsteinpaare an den Langseiten und einen Abschlussstein an der nördlichen Schmalseite. Die Situation an der südlichen Schmalseite ist auf der Rekonstruktionszeichnung nicht erkennbar. Die Wandsteine steckten beinahe vollständig in der Erde, sodass die Decksteine die Hügelschüttung berührten. Bei von Estorffs Aufnahme waren noch alle Decksteine erhalten. Es waren sieben Stück, auf dem südlichsten Wandsteinpaar ruhten ungewöhnlicherweise zwei Steine. Die Kammer hatte eine Länge von 9 m und eine Breite von 1,5 m.